# Claudio Toselli
Claudio Toselli ist ein ehemaliger italienischer Radrennfahrer.

## Sportliche Laufbahn
Toselli war im Straßenradsport aktiv. 1967 begann er mit dem Radsport. Er gewann 1977 die Trofeo Pedale Sanfredianese, den Giro delle Due Province Marciana, 1978 den Gran Premio Industria del Cuoio und wurde Dritter im Coppa della Pace. 1978 bestritt er mit der Nationalmannschaft die Internationale Friedensfahrt und kam auf den 53. Gesamtrang. Toselli blieb während seiner Laufbahn Amateur.

## Berufliches
Nach seiner aktiven Karriere wurde er Mitarbeiter der Sportbekleidungsfirma Castelli.